# Erik Spiekermann
Pour les articles homonymes, voir Spiekermann.
Erik Spiekermann, né le 30 mai 1947, est un typographe allemand. Il est professeur à l'université des arts de Brême.

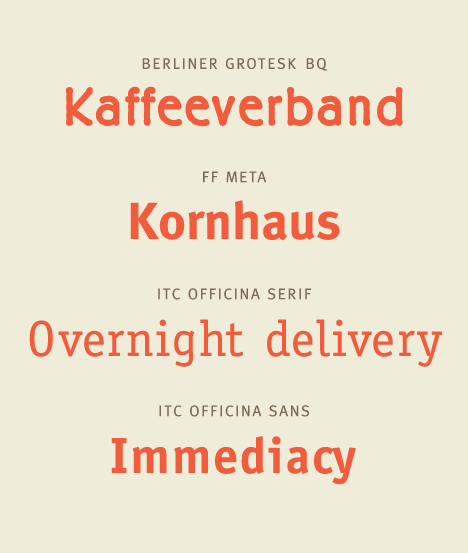
Diverses polices dessinées par Spiekermann

## Biographie
Erik Spiekermann est le fondateur de MetaDesign en 1979, la plus grande agence de design allemande. Il fonde également FontShop en 1988 et se spécialise dans les polices d'écriture électroniques, rédigeant plusieurs œuvres majeures dans ce domaine.
Il est à l'origine de plusieurs polices de caractères tel que l'Officina, la Meta ou encore l'Info qui font partie du classement FontShop 100 beste schriften (les 100 plus belles fontes).
Depuis 2001, Spiekermann a quitté FontShop pour créer SpiekermannPartners.
Violent critique de la police Helvetica, il reproche un comportement de mouton à ses utilisateurs.